# Hegyi fehérsávos-keresztespók
A hegyi fehérsávos-keresztespók (Aculepeira ceropegia) a keresztespókfélék családjába tartozó, Európában és Nyugat-Ázsiában honos, hegyi réteken, bozótosokban élő pókfaj.

## Megjelenése
A hegyi fehérsávos-keresztespók esetében jelentős a nemi dimorfizmus: a hím testhossza 6-8 mm, testalkata karcsú; a nőstényé 13-15 mm és jóval vaskosabb, zömökebb. Világosbarna potrohukat jellegzetes, nagy, fehér, tölgylevélszerű folt és vékony, sötétbarna hálós rajzolat díszíti; oldalán hullámvonalba rendeződő fehér foltok, alsó részén sárga és fehér foltok találhatók. A nőstény potroha tojásdad és előredomborodó, a hímé karcsú ellipszis alakú. A szövőmirigyek nagyok, kiemelkedőek, feketésbarnák. A viszonylag kicsi fejtor felső oldala vörösbarna, szürkés szőrökkel fedett, alsó oldala (sternum) sötétbarna. Csáprágójuk világosbarna. Lábaik világosbarnák, sötétbarna keresztcsíkozással.

## Elterjedése
Főleg európai faj, annak déli és középső vidékein gyakori, de megtalálható Oroszország európai felén és Nyugat-Ázsiában is, egészen Iránig. Inkább a hegyvidékeken található meg 2400 m magasságig.  

## Életmódja
A nyílt, napsütötte, bokros-kórós élőhelyeket kedveli, ahol a bokrok, növényszárak közé szövi hálóját, mintegy egy méter magasan. Nem túl szabályos hálójának közepén sűrűn font, gyapjas fehér szövedék található. A pók általában a háló közepén tartózkodik, jól látható helyen, de veszély esetén vagy esős időben fehér fonalakból szőtt menedékébe húzódik. Ha megzavarják a földre esik és a növényzet között keres búvóhelyet. A veszély elmúltával egy előre elkészített vezetékfonálon visszakapaszkodik a hálójába. Mérge fehérjealapú bénító idegmérgeket tartalmaz, de nem különösebben hatásos, kísérleti úton csótányokba fecskendezve csak bénulást okozott, pusztulást nem. Ha zsákmánya - különböző repülő rovarok, lepkék, legyek vagy akár szöcskék - beleakad a hálóba, a pók ráront, megmarja és mérget juttat belé, gyorsan gubót fon köré, hogy ne menekülhessen, majd belefecskendezi emésztőenzimeit, amelyek a rovar belső szerveit feloldják; a pók ezt fogyasztja el később. Újabb kutatások szerint étrendjében viszonylag nagy arányban (akár negyedrészben is) szerepelnek a hálójába akadó növénypollenek és gombaspórák, amelyeket akkor fogyaszt el, amikor átrendezés közben megeszi a háló fonalait.  
Az áttelelő petékből tavasszal kelnek ki a fiatal pókok, amelyek május-júliusra érik el végleges méretüket. A párzásra ősszel kerül sor. A nőstény a petéket tartalmazó gubót valamilyen védett helyen pl. kéregrepedésekben dugja el.

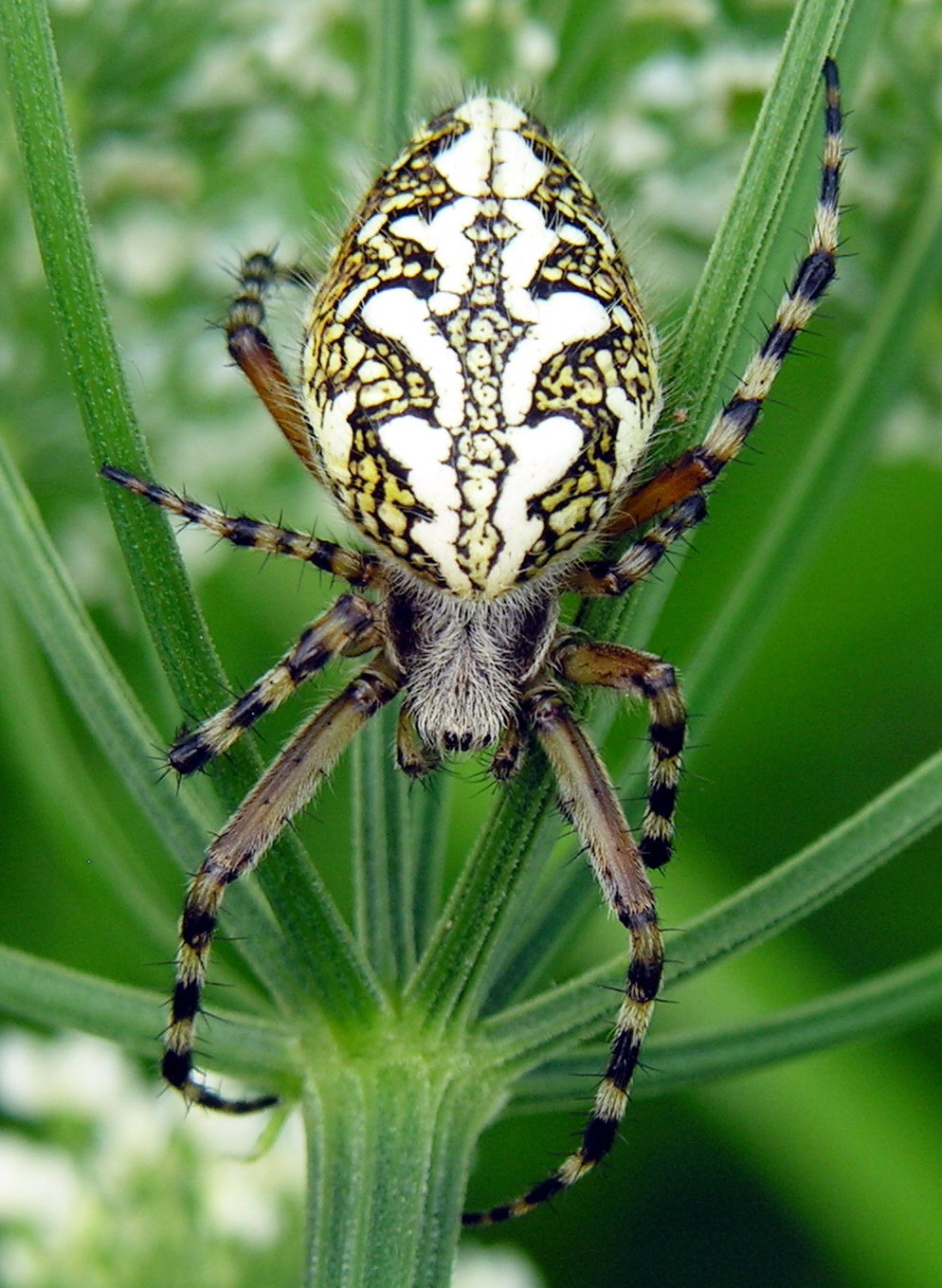
Nőstény
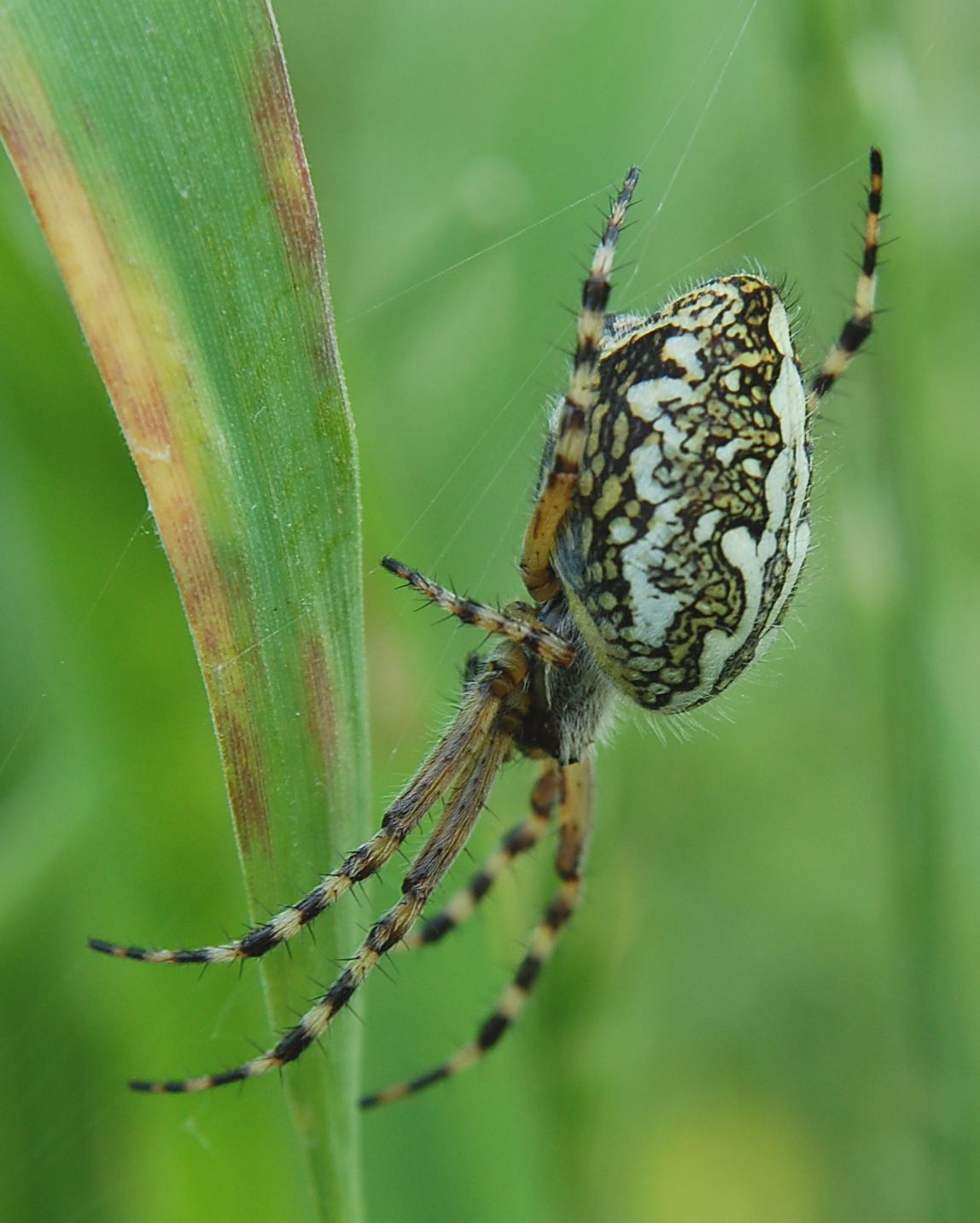
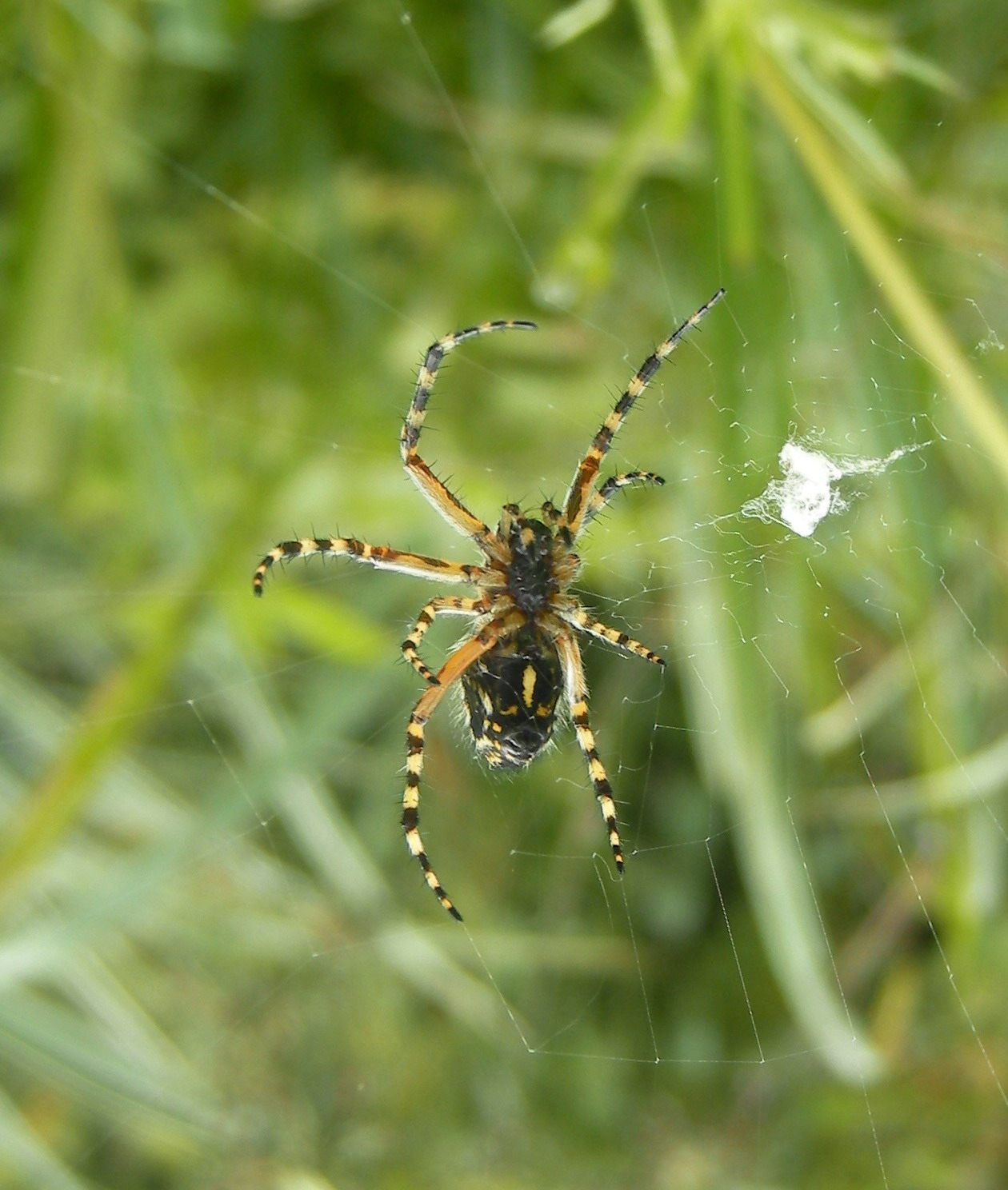
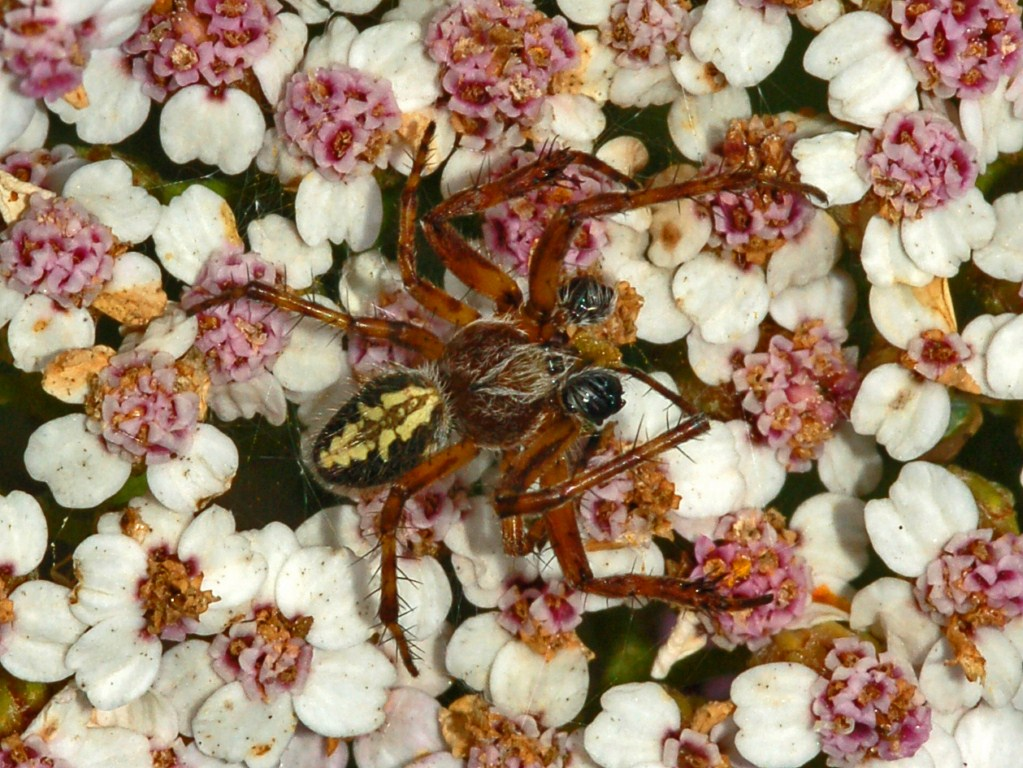
Hím
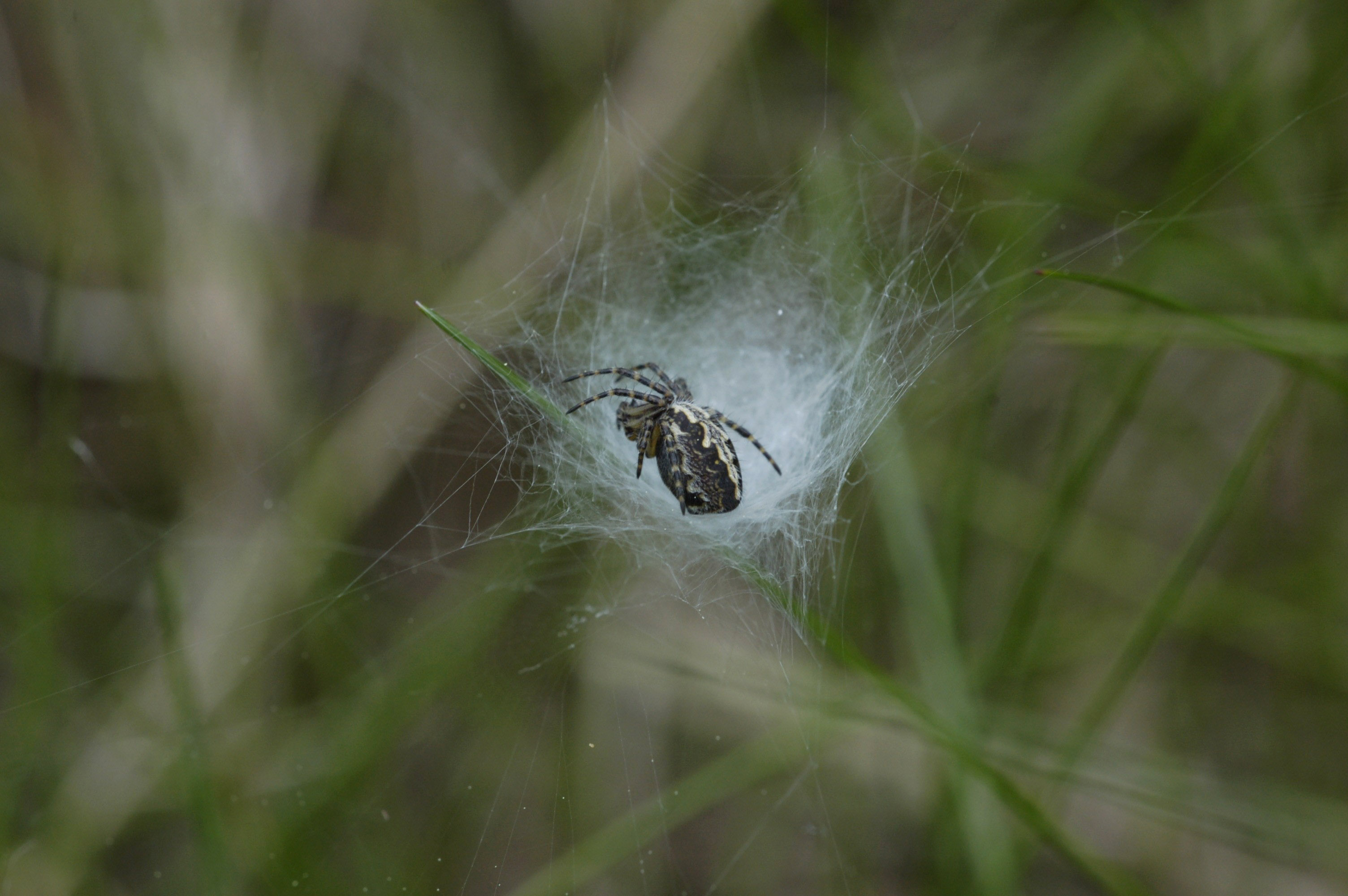
Pihenőhelyén